# Burgstall Straßwitraun
Der Burgstall Straßwitraun liegt in der Gemeinde Enzenkirchen im Bezirk Schärding von Oberösterreich in einem Waldstück 0,4 km südöstlich des Ortes.

## Geschichte
Die Witerun saßen von 1130 bis ca. 1200 in Straßwitraun. Sie waren Gefolgsleute der Grafen von Formbach und später der Grafen von Wasserburg zu Vichtenstein. Sie haben mehrmals Güter an das Kloster Vornbach gestiftet.

Burgstall Straßwitraun
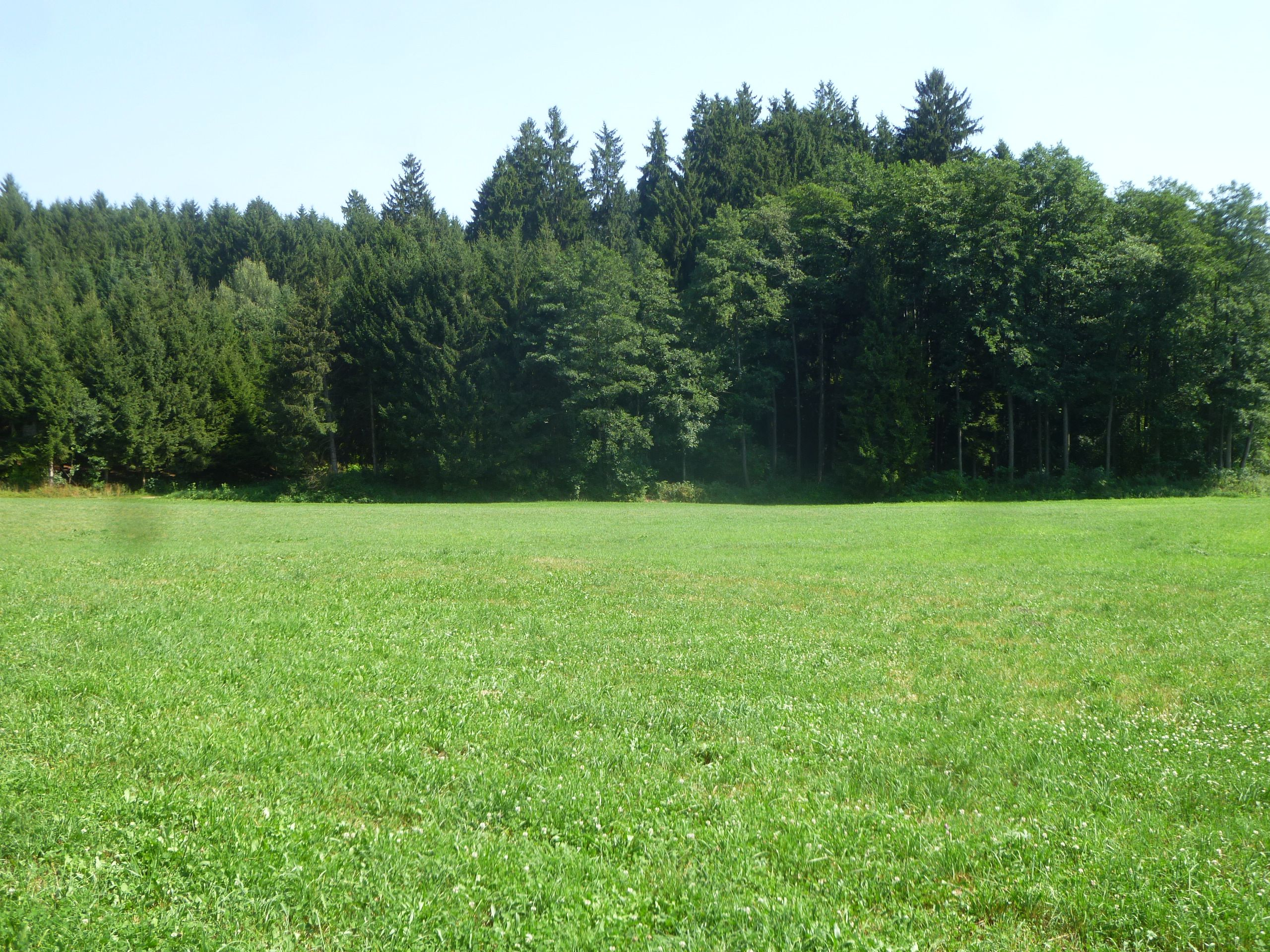
Lagestelle von Straßwitraun
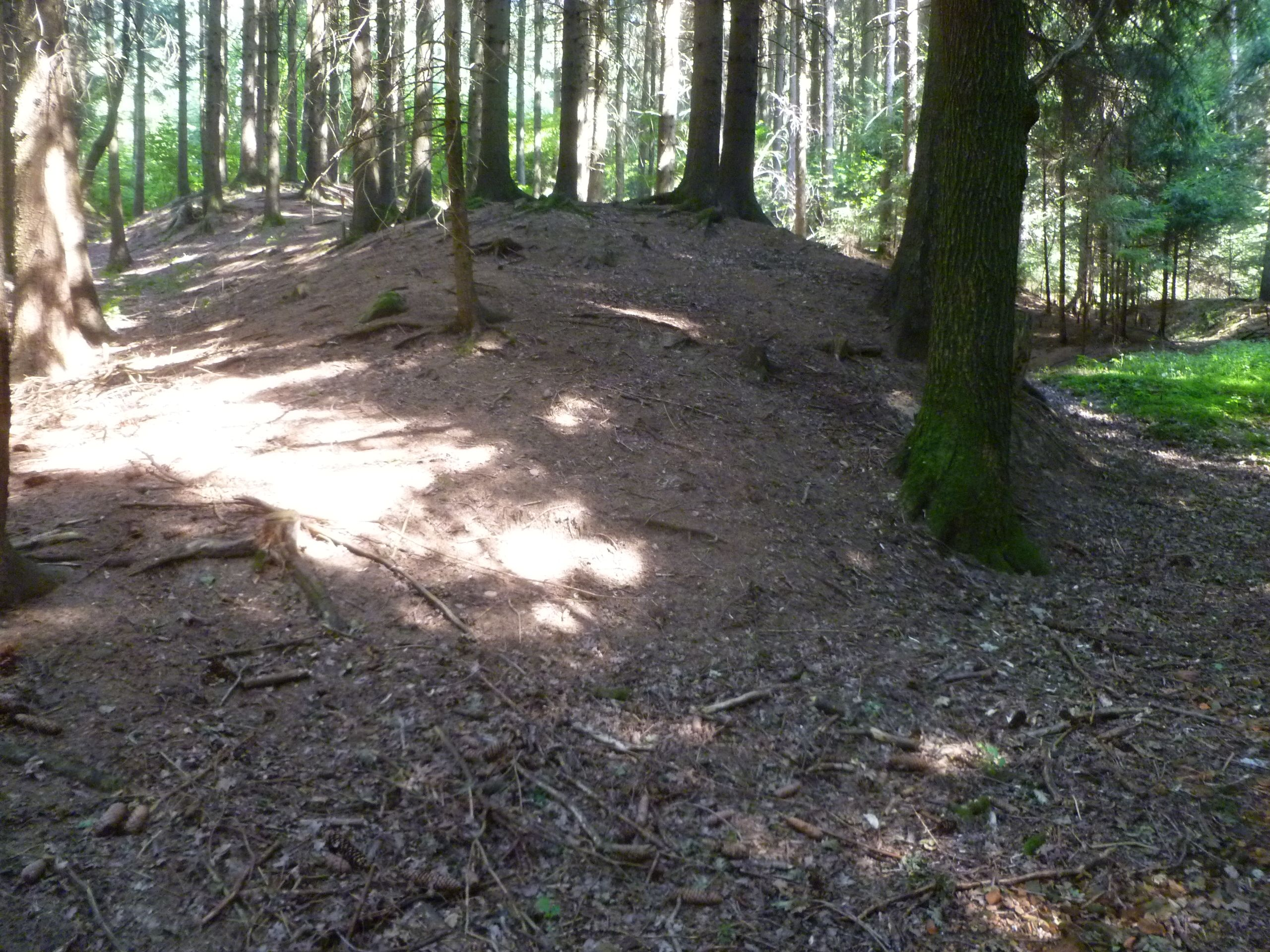
(Vermutlicher) Burghügel von Straßwitraun
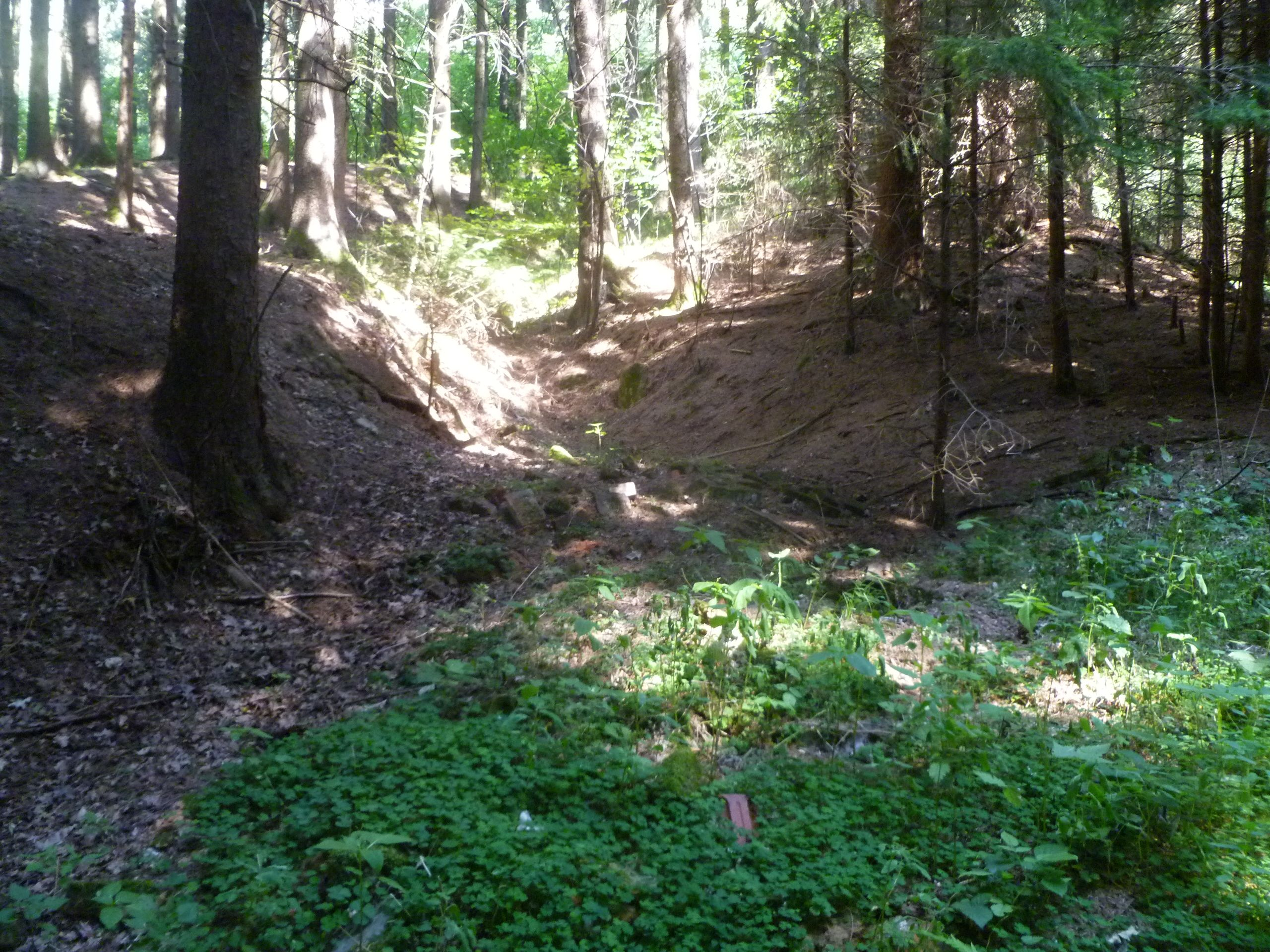
Grabenanlage
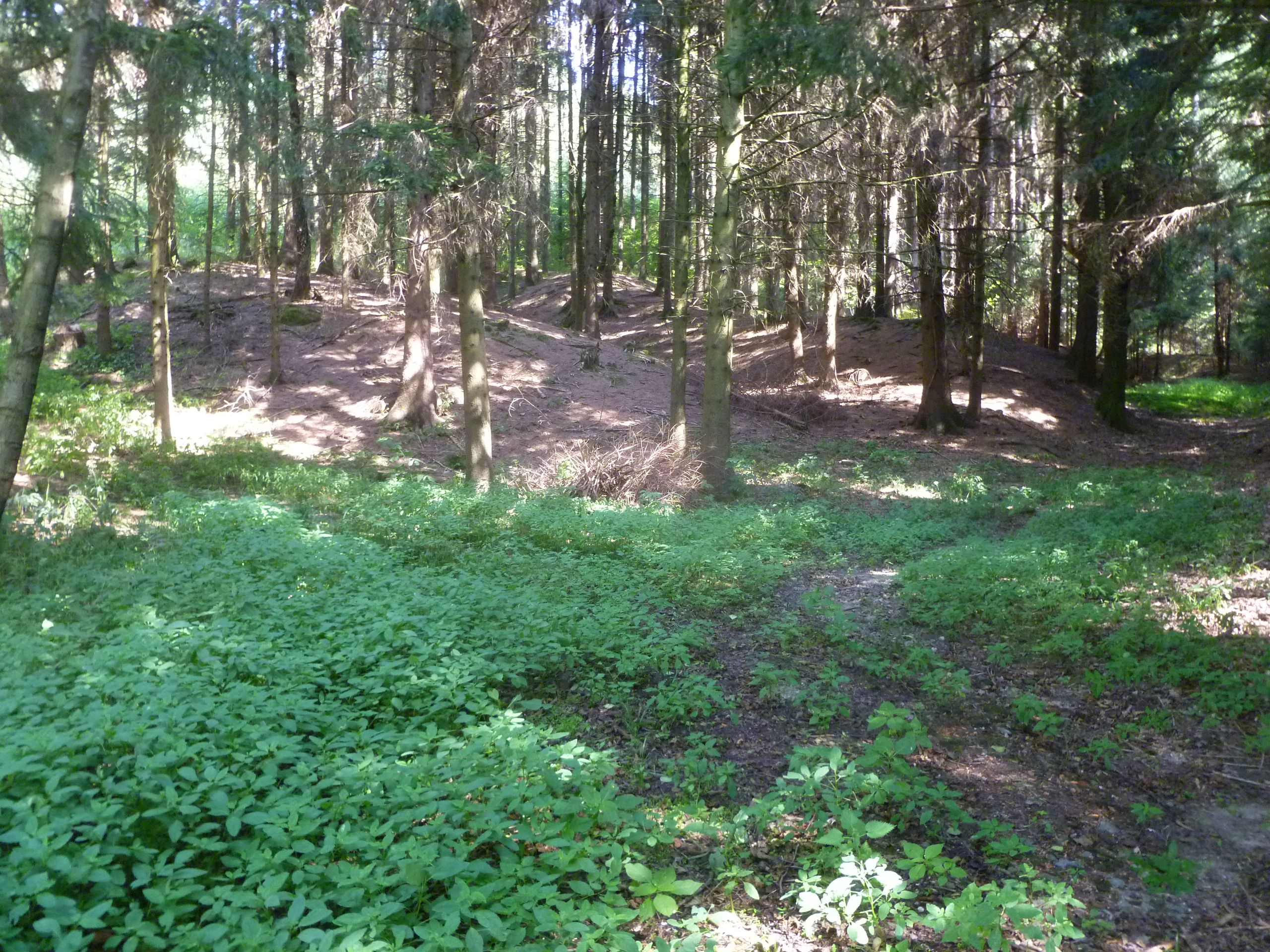
Grabensystem

## Burgstall Straßwitraun heute
Johann Ev. Lamprecht beschrieb die Anlage im Jahr 1880 folgendermaßen: 

„An der von St. Willibald nach Enzenkirchen leitenden Straße … unweit der Ortschaft Strass-Witraun, war vor ca. 40 Jahren noch, an den Abhängen des Schwarzen-Berges, ein aus einem Moosgrunde emporragender, mit Gestrüpp überwachsener Burgstallhügel kleinerer Art ersichtlich, welcher ein kleines Schlößchen trug, von einem Ringweiher umflossen, mit welchem noch 3 andere Fischweiher … in Verbindung standen. Der Burgstallhügel wurde abgeführt, u. mit dem Materiale desselben der Ringweiher zugefüllt; der ganze Raum umher, so wie die ehemaligen Fischweiher wurden zu Wiesen eingeebnet.“

Der Hausberg Straßwitraun wurde also bereits im 19. Jahrhundert völlig zerstört. Dabei wurde der Burgstallhügel abgetragen und mit dem Material desselben wurde der den Burghügel umgebenden Ringweiher zugefüllt. Der Grundbesitzer der ehemaligen Anlage (Grundstücksnummer 442 der Katastralgemeinde Jagern) berichtete, dass er hier „vor Jahrzehnten“ die Fundamente eines Rundturmes angeschnitten hätte, wohl Rudimente des abgekommenen Sitzes. In dem angrenzenden Waldstück ist allerdings eine deutliche Grabenanlage mit einem Burgplatz zu erkennen. Die Stelle müsste aber durch archäologische Grabungen erst untersucht werden.